# Harley M. Kilgore

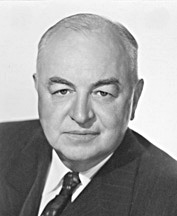
Harley M. Kilgore

Harley Martin Kilgore, född 11 januari 1893 i Harrison County, West Virginia, död 28 februari 1956 i Bethesda, Maryland, var en amerikansk demokratisk politiker och jurist. Han representerade delstaten West Virginia i USA:s senat från 3 januari 1941 fram till sin död. Han var ordförande i senatens justitieutskott 1955-1956.
Kilgore avlade 1914 juristexamen vid West Virginia University. Han arbetade sedan som advokat och som lärare. Han deltog i första världskriget i USA:s armé och avancerade till kapten. Han befordrades senare till överste i nationalgardet. Han gifte sig 10 maj 1921 med Lois Elaine Lilly. Han arbetade som domare i Raleigh County 1933-1940.
Kilgore bestämde sig för att utmana sittande senatorn Rush D. Holt i demokraternas primärval inför senatsvalet 1940. Kilgore vann primärvalet och sedan själva senatsvalet. Han omvaldes 1946 och 1952. Kilgore vann demokraternas primärval i West Virginia inför presidentvalet i USA 1948 som andra kandidater lät bli att delta i på grund av hans starka ställning i delstaten. Kilgore var en så kallad "favorite son"-kandidat. Strategin bygger ut på att ett parti på delstatsnivå inte vill binda sig bakom en av de ledande kandidaterna i ett nationellt val och vill skicka en delegation till partikonventet som har i praktiken fria händer att välja sin kandidat först på plats. Kilgore hotade inte de ledande kandidaterna i de övriga delstaterna. Harry S. Truman nominerades till sist med en så klar marginal att en liten delstats delegation inte kunde påverka omröstningens utgång.
Kilgores grav finns på Arlingtonkyrkogården.